# Castil de Vela
Castil de Vela – gmina w Hiszpanii, w prowincji Palencia, w Kastylii i León, o powierzchni 23,86 km². W 2011 roku gmina liczyła 68 mieszkańców.